# Тапёр
Тапёр (фр. tapeur от taper, дословно — «хлопать, стучать») — во второй половине XIX — начале XX века музыкант, преимущественно пианист, сопровождавший своим исполнением танцы на вечерах, балах, впоследствии — немые фильмы. Название профессии произошло от манеры исполнения, так как зачастую в наличии имелось лишь пианино низкого качества, на котором приходилось играть, буквально стуча по клавишам. После появления звукового кино необходимость в наличии тапёров отпала, и к 1930-м годам они практически исчезли. В наше время, с возрождением интереса к старым фильмам, в качестве эксперимента некоторые музыканты возрождают искусство тапёра.
В репертуаре тапёра, игравшего на танцах, были наиболее популярные танцы — польки, вальсы, кадрили и др. Обычная манера игры тапёра в кинотеатре — импровизация на несложные темы, «подгонявшиеся» по характеру к происходившему на экране. Некоторые известные музыканты, например Джордж Баланчин, Дмитрий Шостакович, Виктор Косенко, Борис Берлин, Натан Фишман в молодости работали тапёрами.
Тапёром также иногда называют «механически», бесчувственно играющего исполнителя. В городском фольклоре существует анекдот об объявлении на стене салуна на американском Диком Западе: «Не стреляйте в тапёра, он играет, как умеет!».

## Упоминания в литературе
- Рассказ А. П. Чехова «Тапёр»
- Рассказ А. И. Куприна «Тапёр»
- Рассказ М. М. Зощенко «Аполлон и Тамара».
- Роман Э. М. Ремарка «Три товарища»
- Рассказ К. Г. Паустовского «Ручьи, где плещется форель»
- Роман М. Е. Салтыкова-Щедрина «Современная идиллия»
- Стихотворение Я. П. Полонского «Слепой тапёр»
- Роман Т. Драйзера «Американская трагедия»
- Роман Чернышевского Н. Г. «Что делать?»